# Reventula amabilis
Reventula amabilis is een hooiwagen uit de familie Samoidae.